# Gerry Gray
Gerard Gray (Glasgow, 20 gennaio 1961) è un ex calciatore canadese, di ruolo centrocampista.

## Carriera

### Nazionale
Ha partecipato, con la nazionale canadese ai Giochi olimpici del 1984 e alla fase finale del campionato del mondo 1986.

## Palmarès

### Club

#### Competizioni nazionali
- Campionato NASL: 1

Chicago Sting: 1984